# NGC 4524
NGC 4524 este o emission-line galaxy⁠(d) situată în constelația Corbul. A fost descoperită în 9 martie 1828 de către John Herschel. Se află la o distanță de 57,81 de megaparseci de Pământ.